# Swiss Indoors Basel 2019
Lo Swiss Indoors Basel 2019 è stato un torneo di tennis giocato su campi in cemento al coperto. È stata la 50ª edizione dell'evento conosciuto come Swiss Indoors o Davidoff Swiss Indoors, appartenente alla serie ATP World Tour 500 series nell'ambito dell'ATP Tour 2019. Gli incontri si sono giocati alla St. Jakobshalle di Basilea, in Svizzera, dal 21 al 27 ottobre 2019.

## Partecipanti

### Teste di serie
| Nazionalità | Giocatore             | Ranking* | Testa di serie |
| ----------- | --------------------- | -------- | -------------- |
| Svizzera    | Roger Federer         | 3        | 1              |
| Germania    | Alexander Zverev      | 6        | 2              |
| Grecia      | Stefanos Tsitsipas    | 7        | 3              |
| Spagna      | Roberto Bautista Agut | 10       | 4              |
| Italia      | Fabio Fognini         | 12       | 5              |
| Belgio      | David Goffin          | 14       | 6              |
| Svizzera    | Stan Wawrinka         | 18       | 7              |
| Francia     | Benoît Paire          | 23       | 8              |

* Ranking al 14 ottobre 2019.

### Altri partecipanti
I seguenti giocatori hanno ricevuto una wild card per il tabellone principale:
- Marius Copil
- Henri Laaksonen
- Alex de Minaur

Il seguente giocatore è entrato in tabellone come special exempt:
- Filip Krajinović

I seguenti giocatori sono passati dalle qualificazioni:

- Ričardas Berankis
- Hugo Dellien
- Peter Gojowczyk
- Alexei Popyrin

### Ritiri
Durante il torneo
- Stan Wawrinka

## Partecipanti al doppio

### Teste di serie
| Nazione   | Giocatore         | Nazione       | Giovatore        | Ranking* | Testa di serie |
| --------- | ----------------- | ------------- | ---------------- | -------- | -------------- |
| Spagna    | Marcel Granollers | Argentina     | Horacio Zeballos | 12       | 1              |
| Sudafrica | Raven Klaasen     | Nuova Zelanda | Michael Venus    | 21       | 2              |
| Germania  | Kevin Krawietz    | Germania      | Andreas Mies     | 29       | 3              |
| Croazia   | Ivan Dodig        | Slovacchia    | Filip Polášek    | 43       | 4              |

* Ranking aggiornato al 14 ottobre 2019.

### Altri partecipanti
Le seguenti coppie hanno ricevuto una wildcard per il tabellone principale:
- Sandro Ehrat /  Marc-Andrea Hüsler
- Luca Margaroli /  Jan-Lennard Struff

Le seguenti coppie sono passate dalle qualificazioni:
- Santiago González /  Aisam-ul-Haq Qureshi

## Campioni

### Singolare
Roger Federer ha sconfitto in finale  Alex de Minaur con il punteggio di 6-2, 6-2.
- È il centotreesimo ed ultimo titolo in carriera per Federer, quarto della stagione e decimo a Basilea.

### Doppio
Jean-Julien Rojer /  Horia Tecău hanno sconfitto in finale  Taylor Fritz /  Reilly Opelka con il punteggio di 7-5, 6-3.